# Tuky

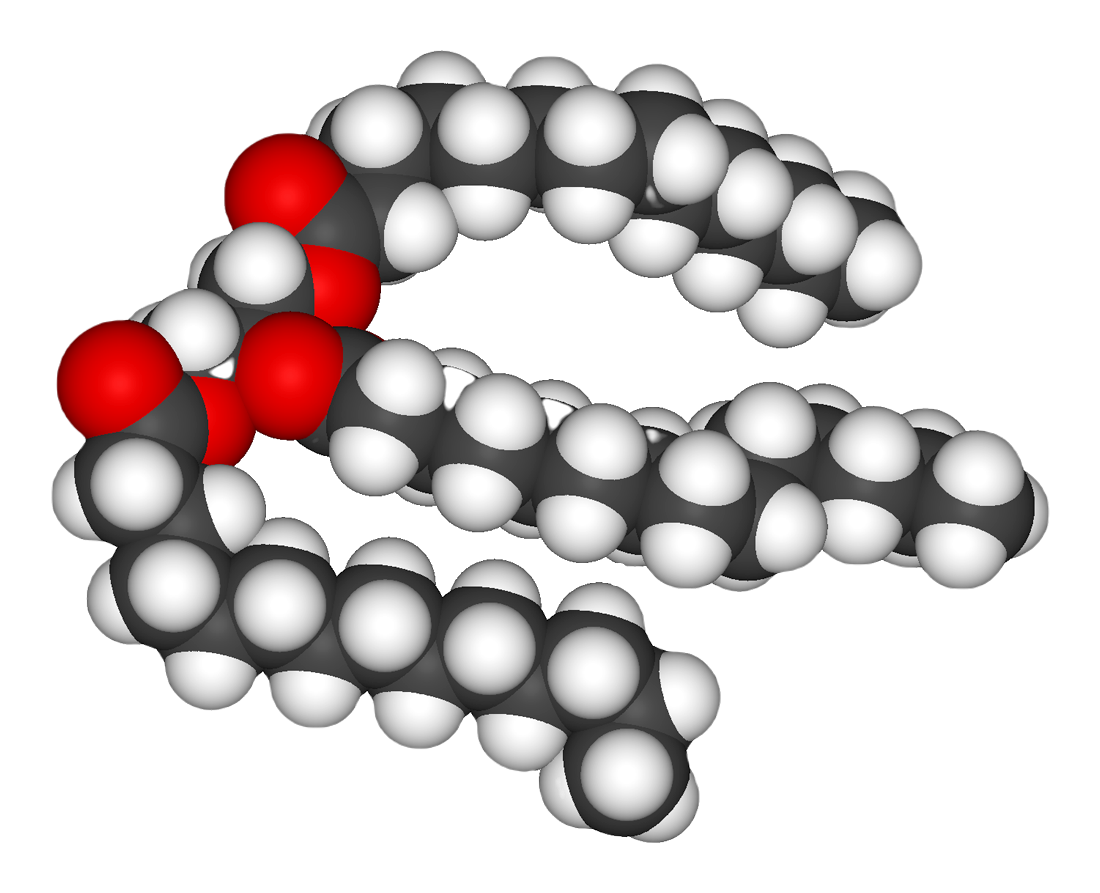
Příklad tuku – trimyristoylglycerol, glycerol esterifikovaný třemi kyselinami myristovými

Strukturní vzorec jiného tuku; tento má tři různé mastné kyseliny: palmitovou, olejovou a alfa-linolenovou

Tuky jsou estery vyšších karboxylových (mastných) kyselin s trojsytným alkoholem glycerolem. Řadí se mezi jednoduché lipidy. Zpravidla jsou esterifikovány všechny tři hydroxyskupiny glycerolu, proto jde o triacylglyceroly. Triacylglyceroly mohou obsahovat tři shodné acylové zbytky, nebo dva stejné a jeden odlišný, nebo může být každá hydroxyskupina esterifikována rozdílnými kyselinami.

## Složení
S rostoucím počtem uvažovaných mastných kyselin roste i počet možných triacylglycerolů. Uvažujeme-li 50 možných mastných kyselin, počet tuků narůstá k několika desítkám tisíců. Ve skutečnosti jsou však přírodní tuky tvořeny hlavně třemi mastnými kyselinami, a to kyselinou olejovou, linolovou a palmitovou. Dalšími poměrně častými kyselinami jsou kyselina stearová, arachidová, lignocerová, myristová a různé transmastné kyseliny.

### Vícenenasycené mastné kyseliny
Vícenenasycené mastné kyseliny (angl. PUFA) jsou nejvíce obsaženy v tucích rostlinného původu a v rybím tuku. Pomáhají snižovat hladinu cholesterolu v krvi efektivněji než MUFA, a tím snižovat riziko vzniku krevních sraženin. Mají významnou úlohu v prevenci srdečně-cévních onemocnění. Do této skupiny vícenenasycených mastných kyselin patří omega-6 a omega-3 nenasycené mastné kyseliny kyseliny, které jsou pro naše zdraví velmi důležité. Některé z těchto kyselin patří do skupiny esenciálních (nezbytných), tedy takových, které si náš organizmus nedokáže vytvořit sám a musíme je proto dodávat stravou (jedná se o kyselinu linolovou, patřící do skupiny omega-6 nenasycených mastných kyselin, a např. o kyselinu alfa-linolenovou, patřící do skupiny omega-3 nenasycených mastných kyselin). O linolové mastné kyselině je již řadu let známo, že pomáhá snižovat hladinu celkového i LDL cholesterolu.
V popředí zájmu odborníků jsou zejména omega-3 nenasycené mastné kyseliny, u nichž byl prokázán příznivý vliv na náš srdečně-cévní systém tím, že pomáhají např. snižovat hladinu cholesterolu. Pozitivně působí také mechanizmy, které nejsou ještě zcela objasněny. Proto bychom měli dbát na to, abychom jich měli ve stravě dostatek. Tyto omega-3 nenasycené mastné kyseliny najdeme zejména v rybím tuku (má jiné složení než ostatní živočišné tuky a převažují v něm prospěšné nenasycené mastné kyseliny, z nich nejdůležitější kyselina eikosapentaenová – EPA a kyselina dokosahexaenová – DHA ), v rostlinných olejích, ořeších aj.

### Transmastné kyseliny
Transizomery mastných kyselin, zkráceně transmastné kyseliny, neboli TFA (trans-fatty acids), se podílejí na zvýšení hladiny cholesterolu v krvi a mají negativní vliv na náš srdečně-cévní systém. Vznikaly při starších technologických postupech výroby tuků ztužováním. Tato technologie se používala k přípravě tzv. tukové násady. Tuková násada, tedy směs tuků, z nichž byl následně vyroben finální výrobek (rostlinný tuk), přitom tvořila pouze jednu ze surovin používaných při výrobě rostlinných tuků. V současné době je k výrobě moderních rostlinných tuků, které jsou běžně dostupné v obchodech, používán nový výrobní postup, tzv. interesterifikace, která vzniku transmastných kyselin zabraňuje.
Největším zdrojem těchto špatných transmastných kyselin jsou tedy v současnosti některé druhy sladkého pečiva a zákusků (kam jsou ještě stále přidávány ztužené tuky vyráběné pro potravinářské účely), pokrmy rychlého občerstvení a živočišné tuky. Transmastné kyseliny vznikají také v přírodě – např. v trávicím ústrojí přežvýkavců – takže se přirozeně nacházejí v mléčném tuku.

#### Varování WHO
Světová zdravotnická organizace (WHO) v květnu 2018 vyzvala světové vlády, aby podstatně omezily obsah trans-mastných kyselin v potravinách, neboť mají po celém světě na svědomí asi 500 tisíc předčasných úmrtí ročně, přičemž ročně zemře přibližně 100 miliónů lidí.

## Rozdělení
Podle skupenství rozlišujeme pevné tuky, u nichž převažují zejména nasycené mastné kyseliny, a oleje, jejichž skupenství je kapalné a které obsahují větší množství nenasycených mastných kyselin. Dalším základním dělením je dělení na tuky rostlinné a tuky živočišné.

## Rostlinné tuky
Rostlinné tuky jsou získávány z rostlin, které hromadí ve svých plodech, semenech nebo jiných částech tuky. Tyto tuky obsahuje např. dužnina a jádra palmy olejné, kokos, olejniny, jako jsou řepka, sója, slunečnice, sezam, podzemnice, světlice, aj.
Mezi potraviny vyrobené z rostlinných tuků řadíme zejména:
- rostlinné oleje (olivový olej, řepkový olej, jasmínový olej atd.)
- tuhé rostlinné tuky (kakaové máslo, kokosový tuk, palmový a palmojádrový tuk).

Převážná většina tuků rostlinného původu má ze zdravotního hlediska velmi vhodné složení mastných kyselin, protože obsahují vícenenasycené mastné kyseliny, které mají příznivější vliv na naše zdraví než tuky živočišné. Výjimku tvoří například tuk kokosový a palmojádrový, ve kterém převažují nasycené mastné kyseliny, jež jsou považovány za nevhodné pro zdraví. Kokosový a palmojádrový tuk zvyšují celkovou hladinu cholesterolu, i když především tzv. „hodného“ (HDL) cholesterolu. Přestože existují obavy, že navzdory vhodnému poměru celkového HDL cholesterolu může být zvýšené množství celkového cholesterolu rizikové, kokosový a palmojádrový olej je stále považován za zdravější tuk než zdroje trans-mastných kyselin, což jsou především živočišné tuky (máslo, sádlo), živočišné výrobky, sušenky, trvanlivé a sladké pečivo a některé druhy zmrzlin, do nichž se tyto tuky přidávají.
V roce 2017 American Hearth Association vydala stanovisko, ve kterém na základě zhodnocení dostupných vědeckých studií nedoporučuje užívání kokosového oleje, neboť zvyšuje hladinu tzv. LDL cholesterolu, který je považován za rizikový faktor pro vznik kardiovaskulárních chorob. Podle AHA nejsou prokázané příznivé účinky kokosového oleje. 
Zatímco oleje jsou 100% tuky, u rostlinných tuků margarínů lze vybírat ze široké škály výrobků, které obsahují již od 20 % tuku.
Rostlinné tuky se také někdy označují jako margaríny.

## Chemické reakce
Vlivem vlhkosti a katalýzou přítomnými lipasami dochází k částečnému zmýdelňování tuků, čímž se zvyšuje jejich kyselost. Nenasycené mastné kyseliny, přítomné v olejích, snadno podléhají oxidaci. Oxidací vícenásobně nenasycených mastných kyselin a jejich následnou polymerací dochází ke vzniku tvrdého filmu. Tento jev se nazývá vysychání olejů. Toho se využívá při výrobě laků a barviv. Dvojné vazby nenasycených mastných kyselin mohou být též hydrogenovány, čímž dochází ke vzniku polotuhých a tuhých tuků. Tento proces se nazývá ztužování.

## V těle organizmů
Tuky mohou být původu rostlinného i živočišného. Jako esenciální látky jsou přítomny ve větším či menším množství v každé rostlině. Slouží jako zásobní látky, a proto se ve vyšších koncentracích nacházejí v určitých rostlinných orgánech, především v semenech či plodech. Z rostlin se izolují lisováním za studena či za tepla, přičemž lisováním za studena se získává kvalitnější olej, vhodný pro terapeutické a potravinářské potřeby. Olej, získaný lisováním za tepla, se využívá pro technické účely. Tuky lze také extrahovat pomocí organických rozpouštědel s nízkou teplotou varu, např. trichlorethylen, benzín a jiné.

### V lidském těle
V lidském těle se tuky podílí na stavbě mnoha struktur, ale hromadí se zejména v tukové tkáni. Tukové buňky se označují jako adipocyty.

### Metabolismus tuků
Odbourávání tuků v lidském těle probíhá v několika krocích. Prvním je hydrolytické štěpení za přítomnosti enzymů lipáz, kdy z jedné molekuly tuku vznikají tři molekuly mastné kyseliny a jedna molekula glycerolu. Každý z produktů se dále odbourává jiným způsobem. V případě delších a významnějších mastných kyselin se jedná o proces nazývaný β-oxidace probíhající v takzvané Lynenově spirále. Vstupuje sem mastná kyselina navázaná na koenzym-A. Tuto reakci katalyzuje enzym acyl-CoA-syntenáza za účasti koenzymu-A a adenosintrifosfátu (ATP).
Vlastní odbourávání pak již probíhá v matrix mitochondrií, a to v několika fázích:
- 1.stupeň odbourávání – dehydrogenace za vzniku α,β-nenasycené kyseliny vázané na koenzym A
- 2.stupeň odbourávání – adice H2O na α,β-nenasycenou kyselinu za vzniku β-hydroxokyseliny
- 3.stupeň odbourávání – dehydrogenace β-hydroxokyseliny na β-ketokyselinu
- 4.stupeň odbourávání – rozpad labilní β-ketokyseliny za přítomnosti HSCoA na acetyl-CoA a mastnou kyselinu vázanou na koenzym A (o 2 uhlíky kratší než původní)

Celý děj se několikrát opakuje, dokud se celý řetězec původní mastné kyseliny zcela nerozloží na acetyl-CoA.

## Použití
Tuky jsou především potravinami. Ve farmacii se využívají zejména jako krycí a dráždicí prostředky pro kůži, tvoří základ mastí, svým hydrofobním charakterem podporují vstřebávání některých látek. Často také tuky samy o sobě obsahují některé příměsi, jako jsou steroly, lecitiny, vitamíny rozpustné v tucích a jiné látky. Nenasycené mastné kyseliny, zejména kyselina linolová a linolenová, jsou samy o sobě nepostradatelnou součástí potravy, neboť je jich třeba k syntéze glycerofosfatidů a prostaglandinů. Proto se označují jako vitamin F, jejich nepostradatelnost je však v poslední době otázkou sporu, je možné zaslechnout, že tělo je schopno si poradit i bez nich. Nesmíme opomenout obrovský technický význam tuků, zejména při výrobě barviv, laků a mýdel.